# Love Is A Crime
Love Is A Crime est une chanson de la chanteuse Anastacia, sortie le 18 janvier 2003. La chanson est le premier single extrait de la bande originale du film Chicago. À cause du cancer dont elle souffre alors, Anastacia n'a pu promouvoir la chanson.

## Clip
Un clip réalisé par Matthew Roltson, s'inspirant de la scène du film où Anastacia chante la chanson, a été réalisé.

## Pistes et versions
1. Love Is A Crime [Album Version]
2. Love Is A Crime [Thunderpuss Club Mix]
3. Love Is A Crime [Thunderpuss Dub Mix]
4. Love Is A Crime [Thunderpuss Tribeapella]
5. Love Is A Crime [Cotto's Doin' the Crime Mix]
6. Love Is A Crime [Cotto's Luv Is a Dub]

## Classements
| Chart (2003)                   | Peak position |
| ------------------------------ | ------------- |
| U.S. Hot Dance Music/Club Play | 1             |